# Aure (Noorwegen)
Aure is een gemeente in de Noorse provincie Møre og Romsdal. De gemeente telde 3590 inwoners in januari 2017.